# ادیر واعلی
ادیر واعلی (فرانسوی: Idir Ouali‎؛ زادهٔ ۲۱ مهٔ ۱۹۸۸) بازیکن فوتبال اهل فرانسه است.
از باشگاه‌هایی که در آن بازی کرده‌است می‌توان به باشگاه فوتبال لو مان، باشگاه فوتبال پادربورن و باشگاه فوتبال دینامو درسدن اشاره کرد.